# Scott Polar Research Institute
Koordinaten: 52° 11′ 54,2″ N, 0° 7′ 34,4″ O

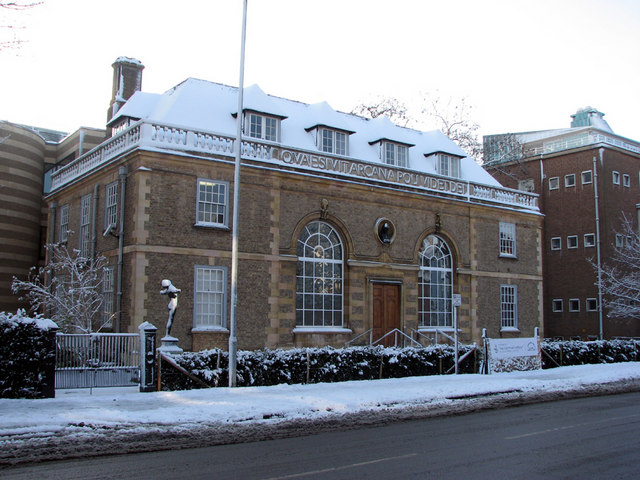
Hauptgebäude des Scott Polar Research Institute in Cambridge

Das Scott Polar Research Institute (SPRI) ist eine britische Forschungseinrichtung, die sich als Abteilung der Fakultät für Geographie der University of Cambridge der Erforschung der Polarregionen der Erde widmet und dem Natural Environment Research Council angehört. Das Institut, an dem rund 60 Mitarbeiter dauerhaft beschäftigt sind, wurde 1920 im Gedenken an den Polarforscher Robert Falcon Scott gegründet. Erster Direktor war bis 1946 der australische Geologe, Geograph und Polarforscher Frank Debenham. Das SPRI beherbergt das weltweit umfassendste bibliothekarische Archiv mit Originaldokumenten und Manuskripten zur Geschichte der Polarforschung. Darüber hinaus betreibt das Institut ein Museum (Polar Museum), mit zahlreichen Artefakten, Bilddokumenten und anderen Ausstellungsgegenständen insbesondere des Goldenen Zeitalter der Antarktis-Forschung, das 2024 von etwas mehr als 37.000 Personen besucht wurde. Ferner sind dort das Sekretariat der Internationalen Glaziologischen Gesellschaft (IGS) und des Wissenschaftlichen Ausschusses für Antarktisforschung beheimatet.